# NGC 3573
NGC 3573 ist eine linsenförmige Galaxie vom Hubble-Typ S0-a im Sternbild Zentaur. Sie ist schätzungsweise 102 Millionen Lichtjahre von der Milchstraße entfernt.
Das Objekt wurde am 20. April 1835 von John Herschel entdeckt.